# Kleine Gaißach
Die Kleine Gaißach ist ein rechter Zufluss der Großen Gaißach in Oberbayern.
Sie entsteht als Markgraben nördlich unterhalb des Sulzkopfes, fließt im weiteren Verlauf mäandernd durch den Attenloher Filzen und mündet dort von links in die Große Gaißach.